# Wazir Ali Khan
Wazir Ali Khan (Hindi: वज़ीर अली खान, urdú: وزیر علی خان) (vers 1780 - + 1817) fou nawab wazir d'Oudh (21 de setembre de 1797 a 21 de gener de 1798). Era fill adoptiu d'Asaf al-Dawla que tot i tenir 500 dones no havia tingut fills.
A la mort del seu pare adoptant va pujar al tron amb suport inicial dels britànics, però va perdre el seu suport abans de quatre mesos i el governador general Sir John Shore (1751–1834) va imposar la successió del seu oncle Saadat Ali Khan II que vivia a Benarés sota protecció britànica. Wazir Ali va rebre una pensió i enviat a Benarés. Quan es va decidir el febrer enviar-lo més lluny i se li va comunicar (14 de febrer) la seva guàrdia personal es va enfrontar als agents britànics i el resident fou assassinat junt amb dos europeus; després la guàrdia va atacar la casa de Davis, un oficial colonial que va aguantar l'atac fins que fou rescatat per forces britàniques. Mentre Wazir Ali va reunir un exèrcit d'uns milers d'homes; el general Erskine, amb una força reunida cuita corrent, va marxar a Benarés per restaurar l'orde. Wazir Ali va fugir a Jaipur on el maharajà li va concedir asil però després el va haver d'entregar sota petició del governador general Arthur Wellesley, però amb la condició que la seva vida seria respectada. Fou enviat presoner a Calcuta i retingut dins una caixa de ferro al Fort Williams fins a la seva mort el 1817.